# Cluses
Pour l’article ayant un titre homophone, voir Cluse.
Cet article possède un paronyme, voir La Cluse.
Cluses est une commune française située dans le département de la Haute-Savoie, en région Auvergne-Rhône-Alpes.

## Géographie

### Localisation
Située dans la vallée de l'Arve, à l'entrée de la plus grande cluse des Alpes, la ville est à mi-distance entre les villes de Genève et Chamonix.

### Climat
Le nombre de jours d'enneigement au sol à Cluses est de 12 (30 en 1960).[réf. souhaitée]

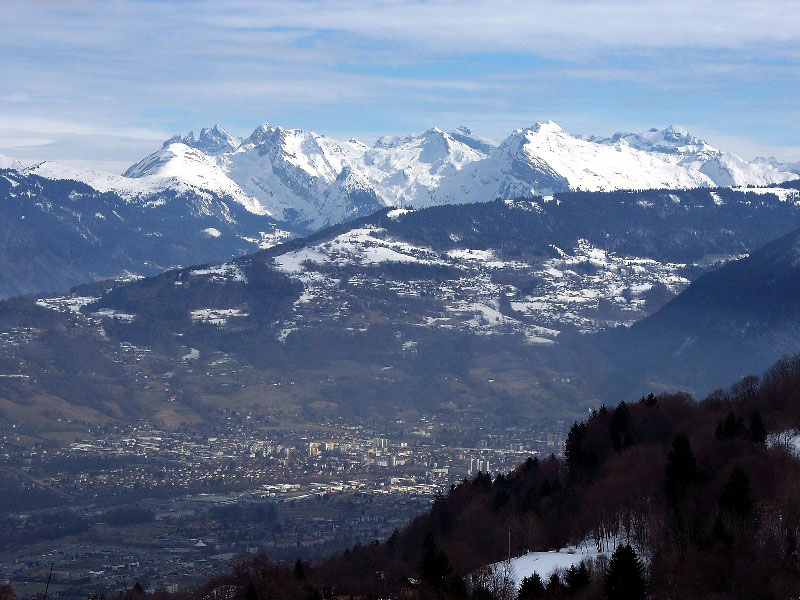
Cluses, dans la vallée de l'Arve.

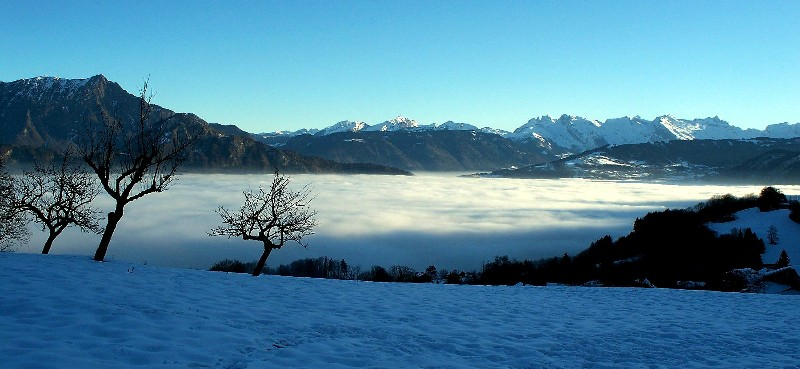
Cluses, et la vallée de l'Arve, sous une mer de nuages.

Le record de chaleur est de 40,6 °C en août 2003.
Le climat est de type montagnard en raison de la présence du massif alpin. Ainsi, les hivers sont froids et neigeux et la saison estivale douce avec parfois des épisodes orageux.
| Ville             | Ensoleillement | Pluie       | Neige        | Orage   | Brouillard |
| ----------------- | -------------- | ----------- | ------------ | ------- | ---------- |
| Paris             | 1 797 h/an     | 642 mm/an   | 15 j/an      | 19 j/an | 13 j/an    |
| Nice              | 2 694 h/an     | 767 mm/an   | 1 j/an       | 31 j/an | 1 j/an     |
| Strasbourg        | 1 637 h/an     | 610 mm/an   | 30 j/an      | 29 j/an | 65 j/an    |
| Cluses            | 1 950 h/an     | 1 146 mm/an | 12 (30) j/an | 22 j/an | 40 j/an    |
| Moyenne nationale | 1 973 h/an     | 770 mm/an   | 14 j/an      | 22 j/an | 40 j/an    |

Voici un aperçu dans le tableau ci-dessous des normales saisonnières depuis 2007 :
| Mois                                                                 | J   | F   | M  | A   | M    | J    | J    | A   | S  | O    | N   | D   | Année |
| -------------------------------------------------------------------- | --- | --- | -- | --- | ---- | ---- | ---- | --- | -- | ---- | --- | --- | ----- |
| Températures (sous abri, normales) °C                                | 2   | 4   | 7  | 8,5 | 15,5 | 16,5 | 19,5 | 20  | 14 | 12,5 | 4,5 | 1,5 | 10,4  |
| Précipitations (hauteur moyenne en mm)                               | 100 | 104 | 72 | 63  | 73   | 109  | 107  | 125 | 96 | 73   | 120 | 104 | 1146  |
| Source: Le climat en Haute-Savoie (en °C et mm, moyennes mensuelles) |     |     |    |     |      |      |      |     |    |      |     |     |       |

### Voies de communication et transports

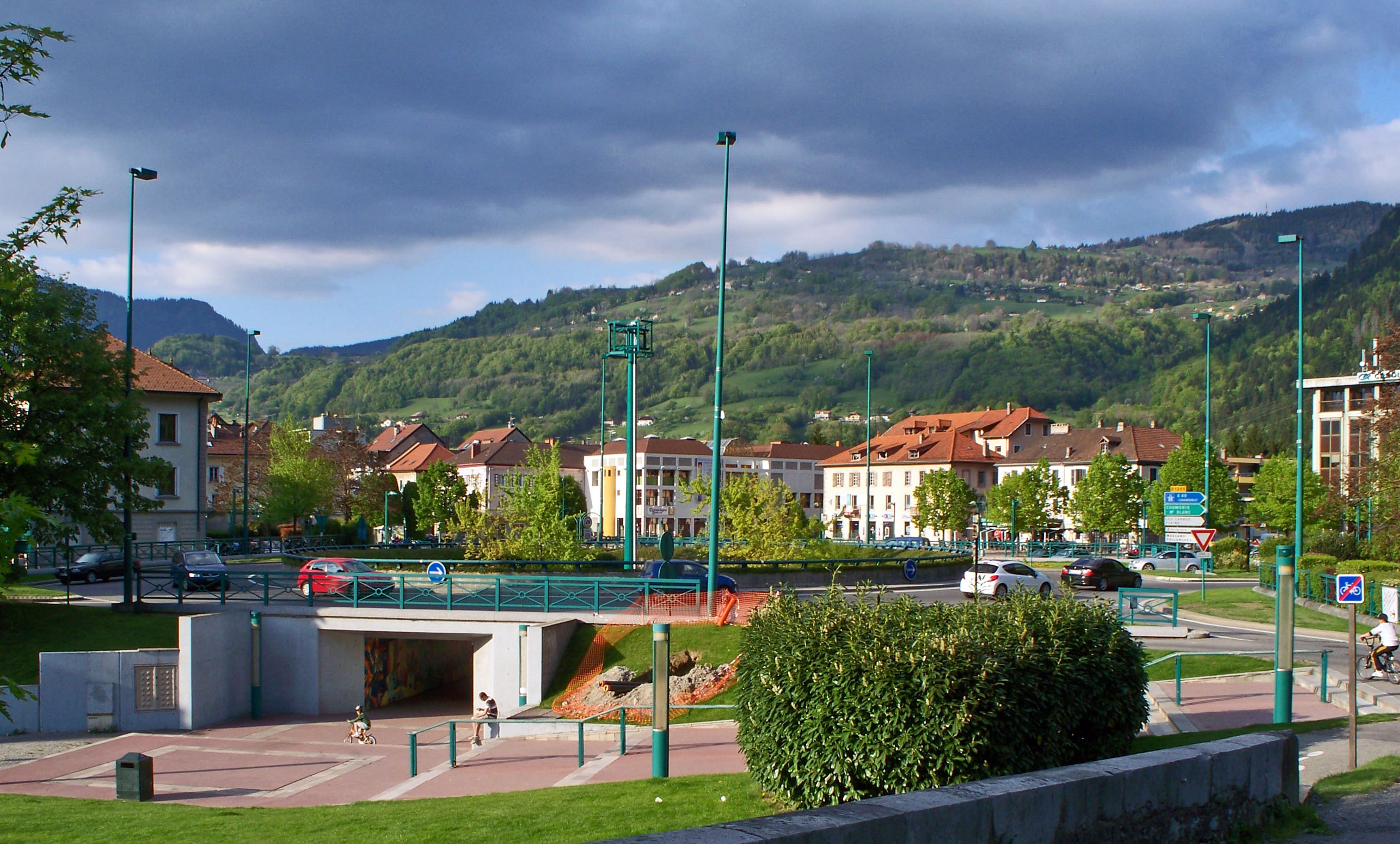
Rond-point en centre-ville.

#### Voies routières
Elle est traversée par l'autoroute A40 et desservie par les sorties de Cluses-Centre et Cluses-La Sardagne.

#### Pistes cyclables
Une piste cyclable s'étend sur 3 km le long de l'Arve, du pont Vieux dans le centre au canal de fuite EDF et fait la jonction avec Thyez vers Marignier.
Cette piste cyclable est inscrite dans un projet pour lier les communes de Chamonix à Annemasse en suivant les bords de l'Arve.

#### Transport ferroviaire
Depuis décembre 2019, la commune est desservie par la ligne L3 du RER franco-valdo-genevois dit « Léman Express ».
Liaison TER avec Annecy (Paris / Lyon), Chamonix et Genève par Bonneville et La Roche-sur-Foron, TGV Neige en hiver (desserte des stations du Grand Massif et du Chablais).

#### Transports en commun
Transport en bus dans toute la ville (payant depuis septembre 2017) via le réseau Arv'i.

#### Transports aériens
À 50 km de l'aéroport de Genève (Cointrin) GVA.

## Urbanisme

### Typologie
Au 1er janvier 2024, Cluses est catégorisée centre urbain intermédiaire, selon la nouvelle grille communale de densité à sept niveaux définie par l'Insee en 2022.
Elle appartient à l'unité urbaine de Cluses, une agglomération intra-départementale regroupant 18  communes, dont elle est ville-centre,,. Par ailleurs la commune fait partie de l'aire d'attraction de Cluses, dont elle est la commune-centre,. Cette aire, qui regroupe 12 communes, est catégorisée dans les aires de 50 000 à moins de 200 000 habitants,.

### Occupation des sols
L'occupation des sols de la commune, telle qu'elle ressort de la base de données européenne d’occupation biophysique des sols Corine Land Cover (CLC), est marquée par l'importance des territoires artificialisés (61,6 % en 2018), en augmentation par rapport à 1990 (58,6 %). La répartition détaillée en 2018 est la suivante : 
zones urbanisées (47,2 %), forêts (32,3 %), zones industrielles ou commerciales et réseaux de communication (14,3 %), zones agricoles hétérogènes (6,1 %).
L'IGN met par ailleurs à disposition un outil en ligne permettant de comparer l’évolution dans le temps de l’occupation des sols de la commune (ou de territoires à des échelles différentes). Plusieurs époques sont accessibles sous forme de cartes ou photos aériennes : la carte de Cassini (XVIIIe siècle), la carte d'état-major (1820-1866) et la période actuelle (1950 à aujourd'hui).

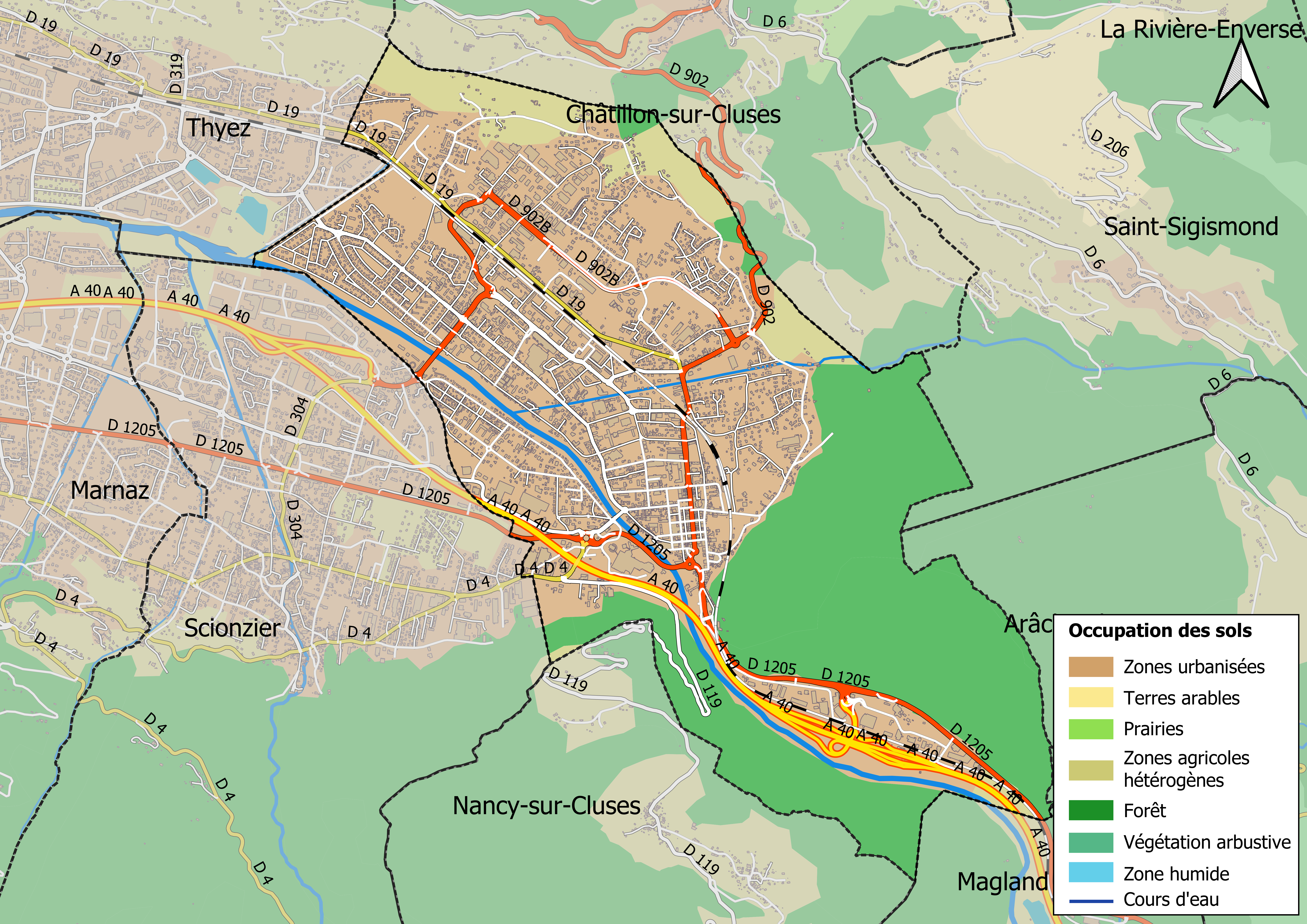
Carte des infrastructures et de l'occupation des sols en 2018 (CLC) de la commune.
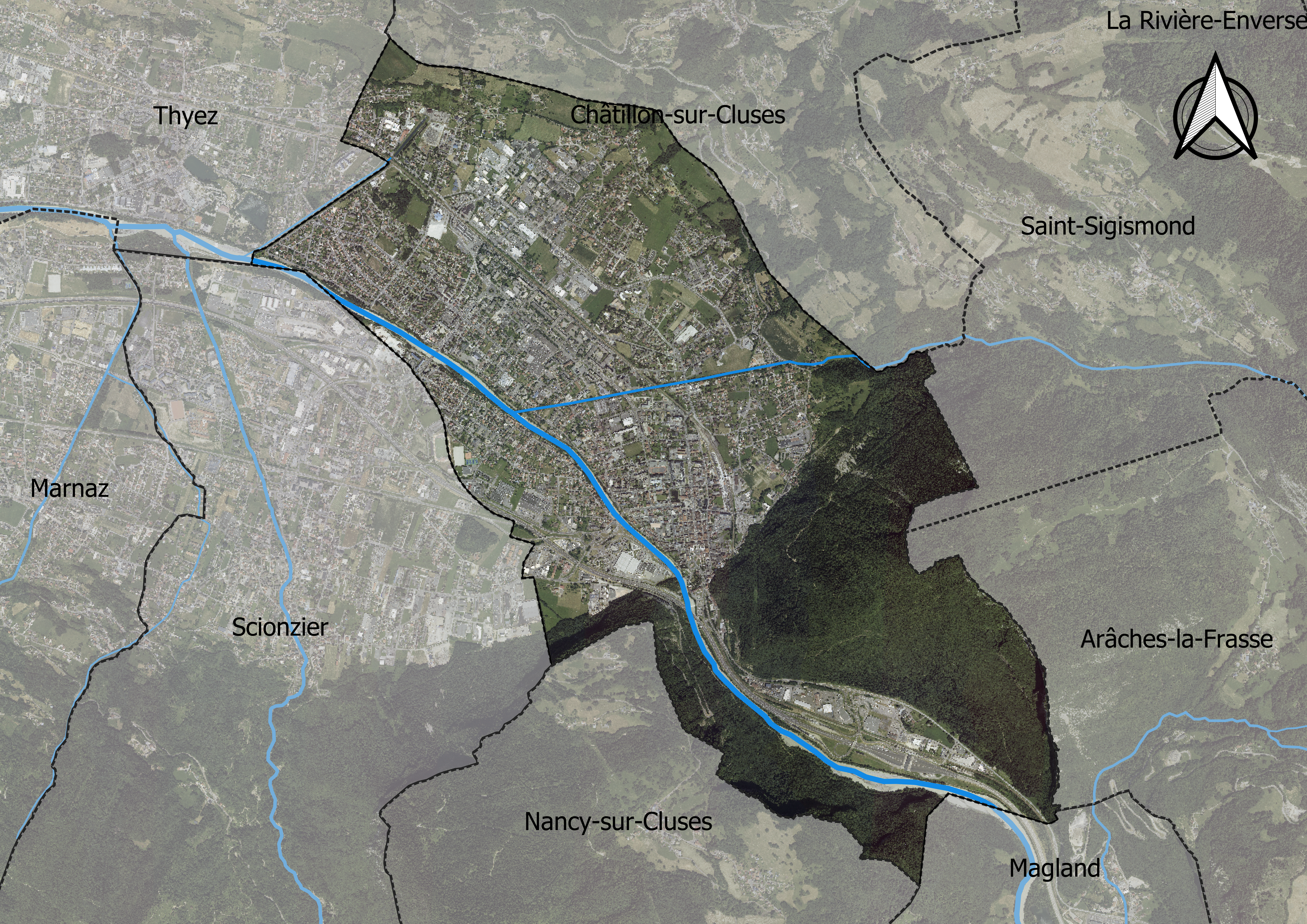
Carte orthophotogrammétrique de la commune.

### Morphologie urbaine

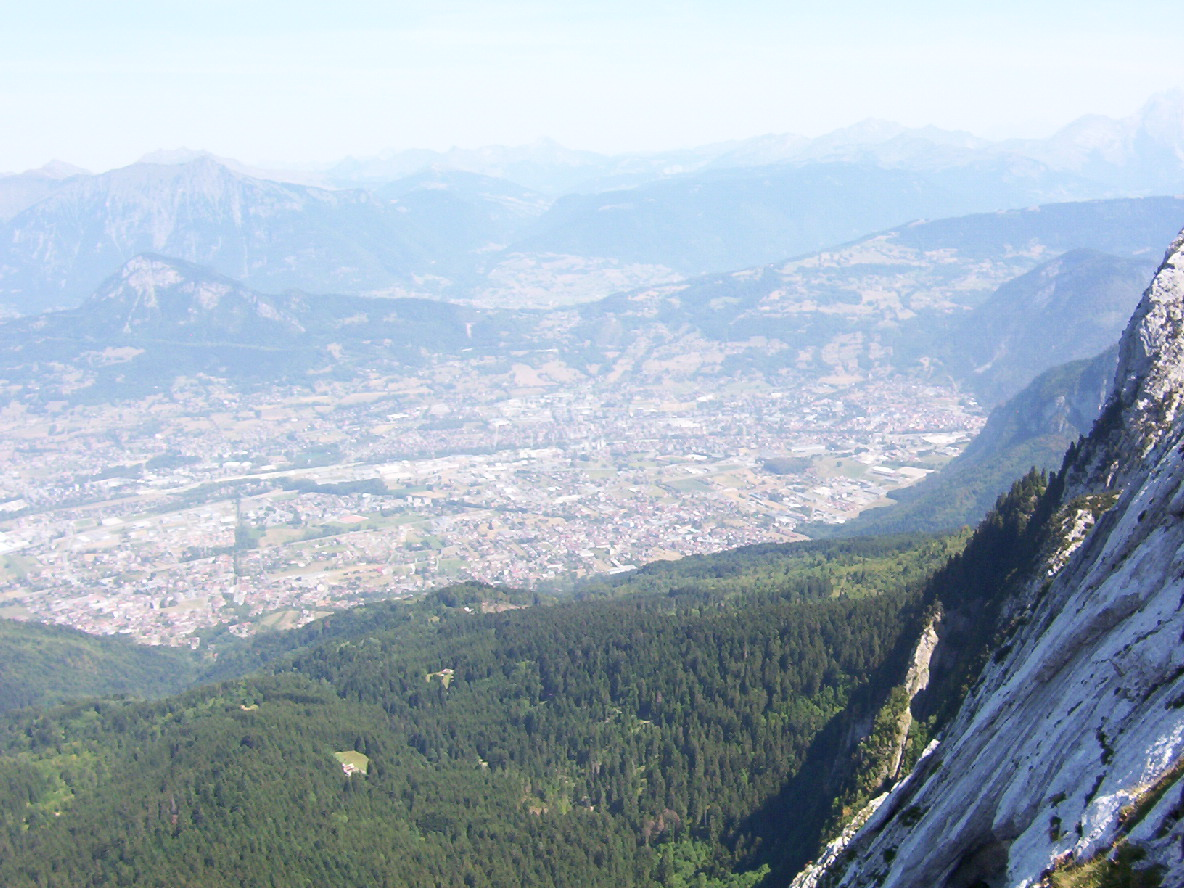
Cluses depuis la face nord du Bargy.

On trouve de nombreux hameaux et quartiers à Cluses tels que Marzan, Noiret, Ponthior, Messy, Curzeilles, Sardagne, Ewües 1 & 2, Saint-Vincent, Saint-Nicolas, Grand-Champs.
L'ensemble de la population se répartit sur les quartiers du centre-ville, de la Sardagne qui s'étend vers l'ouest jusqu'à Thyez, de Messy qui se trouve au sud de l'autre côté de l'Arve en limite de Scionzier, et les Ewües qui est un quartier prioritaire principalement composé de logements sociaux qui se situe au nord du centre-ville et de la Sardagne, et compte 3 119 habitants en 2020.
Les quartiers Ponthior, le Noiret et autres qui se situent plus au nord sont de plus en plus attractifs du fait de l'ensoleillement qui est plus fort sur les coteaux. Ces quartiers s'appuient sur les versants sud du Chevran et de la pointe d'Orchex bénéficiant ainsi de cette lumière recherchée dans un environnement où les montagnes ont tendance à ombrager durablement le fond des vallées.
Enfin, le quartier de la Maladière est une zone commerciale et industrielle où de nombreuses entreprises se sont installées aux abords de la sortie d'autoroute qui est le principal moteur de l'activité du quartier. Ce quartier se trouve à l'est du centre-ville de l'autre côté de la cluse qui a donné son nom à la ville.
Le quartier est très isolé du reste de la ville et se trouve dans un passage beaucoup plus étroit de la vallée juste en amont de la ville, ce qui fait que l'ensoleillement en hiver y est très faible et donc c'est une zone peu attractive en matière de logement. Ce quartier héberge aussi, jusqu'au 31 décembre 2009, un bureau de Douanes, ultime vestige de l'Autoport de Cluses, dont l'activité fut florissante jusqu'en 1993 et l'avènement du Marché Unique. Regroupant des sociétés spécialisées dans la matière, et un bureau de l'Administration des Douanes et Droits Indirects français, ces trois services sont en phase de restructuration actuellement. La date ci-dessus étant purement une rumeur, il est difficile de juger de sa pertinence. Une autre implantation, dite de Douane « volante » (branche de la surveillance) a ses quartiers dans le centre-ville, non loin de l'église. Elle officie, en priorité, sur la zone La Roche-sur-Foron - Servoz.
En continuant vers le sud-est en suivant la vallée vers l'amont, on arrive rapidement sur la commune de Magland qui est dans des conditions similaires à la Maladière avec une forte concentration d'entreprises de décolletage.

## Toponymie
Deux noms de vallée en Suisse, Clozza et Cluozza, ont une origine celte attestée. La forme attestée à l'origine de ces toponymes est le mot gaulois Cladia, signifiant « tranchée » ou « fossé ». Le mot peut également désigner une vallée encaissée, un passage étroit. Cluses a probablement la même origine. Le nom a ensuite été réinterprété au travers d'un mot latin cludo « fermer ».
En francoprovençal, le nom de la commune s'écrit Klyuza (graphie de Conflans) ou Clluses (ORB).

## Histoire
Cluses est considérée comme la capitale du Faucigny, en rivalité (historique) avec La Roche-sur-Foron (foires et banque) et Bonneville (fonctions administratives).
Cluses devient ville indépendante le 4 mai 1310. Hugues († 1329), fils de Humbert Ier et baron de Faucigny, crée une charte de franchises avec les Clusiens. Quatre syndics sont élus par la population. Des droits lui sont accordés.
Au Moyen Âge, on parlait déjà d’un pont sur l’Arve. Le premier bourg est né à l’entrée de la cluse, blotti entre les montagnes et la rivière.
En août 1793, Loche de Saint Martin, chevalier, commande une armée sarde qui s'avance jusqu'à Cluses mais qui doit regagner les cols alpins.
En 1720, Claude-Joseph Ballaloud introduit le travail de l’horlogerie dans une vallée qui ne vit que de l’agriculture. Très vite, les ateliers familiaux se multiplient et fournissent les grandes firmes de Genève en Suisse. L’acquisition d’un savoir-faire s’accompagne de la création de l’École royale d’horlogerie en 1848. Pour répondre aux besoins des grands secteurs industriels, les artisans horlogers se diversifient dans la fabrication de petites pièces micromécaniques en série. Les techniques du décolletage sont nées et ne cesseront d’évoluer pour être aujourd’hui reconnues mondialement.
Elle fut chef-lieu de district de 1790 à 1795.

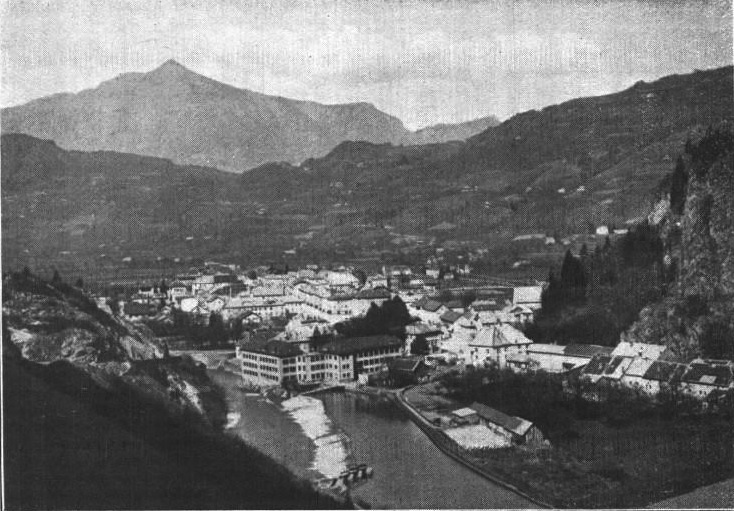
Cluses vue d'Amont en 1927. En arrière, pentes dans le Flysch de Châtillon.

Le 20 juin 1844, le village typique haut-savoyard construit en chalets de bois est entièrement détruit par un incendie. Après cet épisode, une grave crise secoue Cluses. Les habitations et industries détruites, les gens quittent la ville.
C'est à la suite de cet incident qu'on chercha à développer la ville. Ainsi, le développement de l'horlogerie savoisienne en Faucigny passe par la création d'une École royale d'horlogerie par Achille Benoit, en 1848, avec le soutien du syndic, le docteur Firmin Guy. Cette institutionnalisation, d'une industrie présente dès le XVIIIe siècle, avait pour but de mettre fin à l'émigration de travail local,. La formation en horlogerie sera complétée par la mécanique et l'électricité dans les années 1890. L'École royale d'horlogerie devient un lycée technique en 1960. Il fermera ses portes en 1989 avec la dernière promotion de sept élèves. L'établissement est devenu aujourd’hui le lycée Charles-Poncet.
La ville fut reconstruite de façon totalement différente. Le style turinois du Piémont en Italie fut adopté. L'architecte Justin refit le dessin de la ville en damier. Depuis, des règles d'urbanisme strictes sont toujours d'actualité sur les nouvelles constructions et maisons de Cluses. Ce style unique fait de Cluses une particularité en Haute-Savoie.

### Le conflit ouvrier de 1904
Entre le 10 mai et la fin novembre 1904, un conflit oppose des ouvriers à leur patron, puis aux forces de maintien de l'ordre, avec un moment culminant le 18 juillet 1904 lors duquel 3 manifestants sont tués, et 39 autres blessés, par les fils du patron engagé dans le conflit.
Ce conflit local a eu un retentissement national, puisqu'il s'inscrit dans une période marquée par l'affirmation de la classe ouvrière dans ses luttes économiques et son émancipation politique. On notera par exemple, le 1er mai 1891 marqué par la répression violente par l'armée d'ouvriers grévistes à Fourmies ou en 1907 lorsqu'éclate la révolte des vignerons à Béziers.
En tant que défenseurs des ouvriers jugés à l'automne 1904, Aristide Briand, avocat et militant radical-socialiste, favorisera également la médiatisation de l' "affaire". La presse socialiste de l'époque a été le porte-voix de ce conflit social.

#### L'émergence du mouvement ouvrier à Scionzier
Aux alentours de 1901 est fondé à Scionzier, un village voisin de Cluses lui aussi fortement marqué par l'industrie horlogère, un syndicat C.G.T de travailleurs horlogers. En août 1903, Camille Caux à la tête du syndicat déclenche une grève générale, avec des manifestations allant jusqu'à Cluses au chant de l'Internationale et ornée du drapeau rouge.
Des revendications salariales sont gagnées, et Camille Caux, "ouvrier républicain démocrate", est élu conseiller municipal quelque temps après. Dans le même temps, les ouvriers diffusent leurs propres journaux, tels que Le Cuivre, L'Ouvrier métallurgiste.
Les évènements à Scionzier vont profondément influencer les ouvriers de Cluses. Le 23 août 1903 avait déjà eu lieu une conférence syndicale du secrétaire de la fédération des cuirs. Dès le mois d'octobre 1903, un syndicat est créé à Cluses. À l'approche du 1er mai 1904, les travailleurs du bassin de l'Arve veulent organiser une démonstration à Cluses contre l’ « exploitation capitaliste » et pour l’ « émancipation sociale ».

#### 1904, un conflit social et politique à Cluses
Alors que se prépare le 1er mai 1904, se déroule en même temps une campagne électorale en vue des élections municipales, dont le premier tour est également prévu le 1er mai, puis le second le 8 mai
Lors de ces élections, une liste de notables conservateurs, notamment soutenue par Michel Crettiez, fils de Claude Crettiez à la tête d'une des plus grosses fabriques horlogère de la ville, se voit opposer une autre liste portée par une conglomérat d'ouvriers syndiqués et de patrons républicains. Entre les deux tours, un des fils Crettiez aurait crié "à mort le syndicat".
Au soir du 8 mai, la liste ouvrière-républicaine n'a aucun élu. Certains travailleurs démissionnent alors de la fanfare municipale. Le 10 mai, c'est l'étincelle qui met le feu aux poudres : sept ouvriers sont renvoyés de l'usine Crettiez parce qu'ils avaient affiché leur soutien à la liste républicaine et aux syndiqués.
Une grève éclate qui très vite se généralise. Plusieurs manifestations, le plus souvent spontanées, ont lieu tout au long du mois de mai. Lors d'une d'entre elles, les vitres de l'usine Crettiez sont brisées et le jardin d'un des contremaîtres est saccagé. Claude Crettiez, patron autoritaire marqué par les traditions paysannes, refuse toute négociation sur la réintégration des licenciés.
Le 19 mai 1904, la mairie conservatrice en appelle aux soldats. 300 soldats arrivent à cheval pour assurer l'interdiction de toute manifestation pendant un mois. La contestation s'affaiblit, mais la colère reste tenace avec des drapeaux rouges brandis en certains endroits, des conférences syndicalistes, des repas pour récolter des fonds, etc.
Le 11 juillet, le conflit reprend ouvertement avec une grève générale qui termine en affrontement avec les forces armées qui bloquent un pont permettant l'accès à l'usine Crettiez. Le 18 juillet, une nouvelle manifestation intervient et sous la pression populaire, l'armée ne peut pas tenir.
Des pierres sont jetés sur l'usine, puis Michel Crettiez, l'un des fils de Claude Crettiez, sort à la fenêtre armé d'un fusil. Il fait feu : 3 personnes sont tuées et 39 autres sont blessées. La colère est immense, et les fils Crettiez échappent de peu à un lynchage public, alors que l'usine est saccagée. Les tensions perdureront jusqu'en 1905.
Le 28 novembre 1904, le verdict du procès est prononcé : les fils Crettiez sont condamnés et les ouvriers incriminés acquittés. Le 11 juin 1905 encore, 500 manifestants s'opposent au retour de Marcel Crettiez à Cluses. L'usine Crettiez sera forcée de délocaliser à Sallanches.

#### Les interprétations et les filiations
Si pour certains, ce conflit relève plus d'une logique émotionnelle emprunte d'éléments d'honneur liés au contexte de sociétés encore marquées par la culture paysanne traditionnelle, d'autres pensent y déceler les contours d'une lutte de classe.
Au début des années 1980, des manifestations d'oppositions aux actions coup de poing du syndicat d'extrême droite SNPMI, font appel à la mémoire de 1904. En juin 2016, les membres de l'association Cluses Citoyenne ont inauguré une plaque commémorative sur le bâtiment de l'ancienne usine Crettiez dans le centre-ville de Cluses.

## Politique et administration

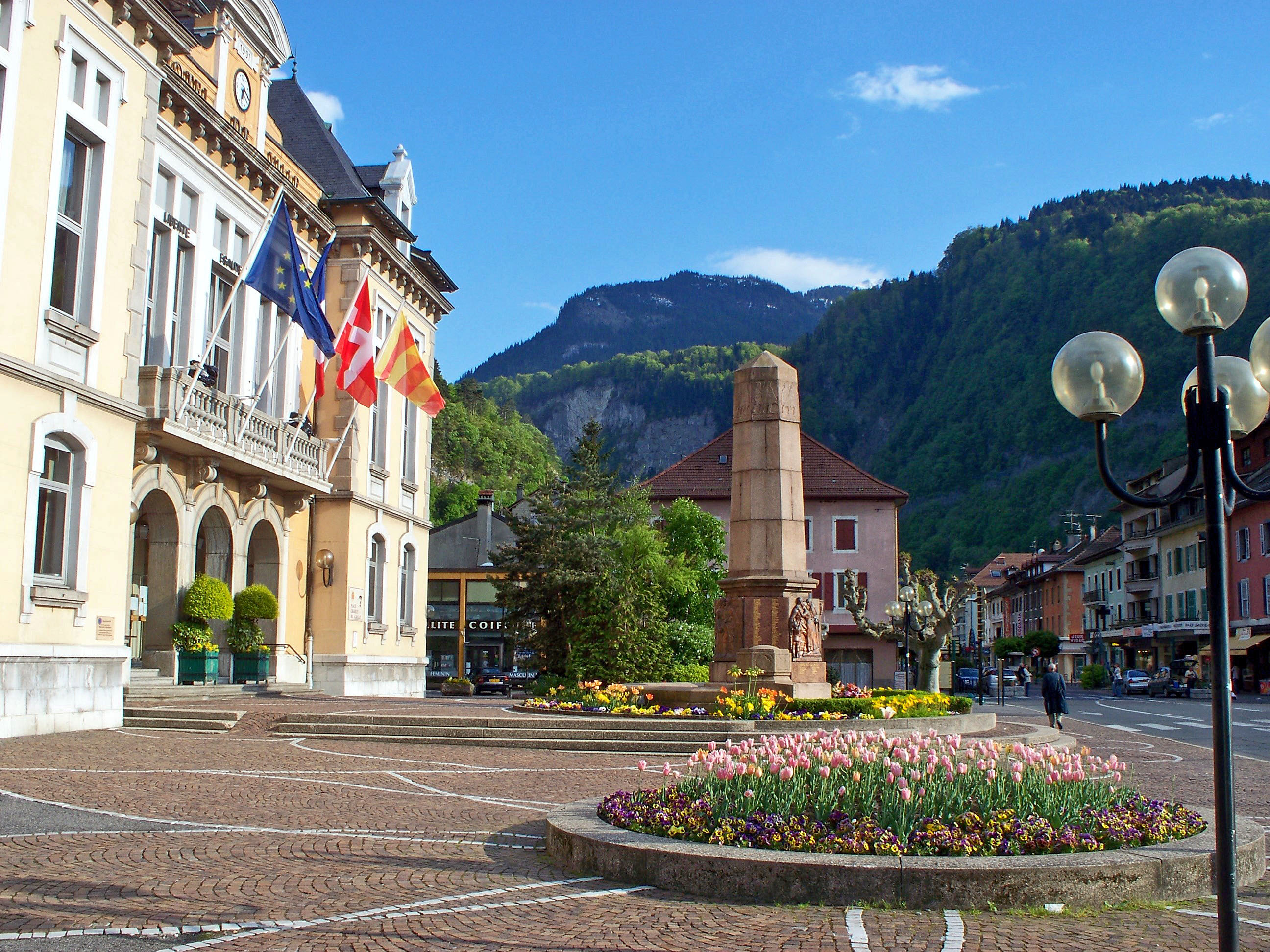
L'hôtel de ville.

Logo de la municipalité jusqu'en 2019.

### Tendances politiques et résultats
Cluses est une ville à tendance politique conservatrice qui, du fait de son histoire, a toujours été orientée à droite[réf. nécessaire]. La droite modérée à catholique est très représentée.
De 1995 à 2002, le Front national fait une percée, notamment aux élections municipales de 2001.
Le premier tour de 2002 place Jean-Marie Le Pen et Jacques Chirac sur le même score. En revanche, lors de l'élection présidentielle de 2007, Nicolas Sarkozy obtient près de 64 % au deuxième tour.

### Liste des maires
| Période                                  | Période               | Identité           | Étiquette                        | Qualité                                                                                        |
| ---------------------------------------- | --------------------- | ------------------ | -------------------------------- | ---------------------------------------------------------------------------------------------- |
| 1841                                     | 1850                  | Firmin Guy         |                                  | Médecin                                                                                        |
| Les données manquantes sont à compléter. |                       |                    |                                  |                                                                                                |
| 1853                                     | 1858                  | Henri Jaccottet    |                                  | Industriel                                                                                     |
| 1858                                     | 1859                  | Joseph Dupupet     |                                  |                                                                                                |
| 1859                                     | 1860                  | Jean Pierre Raphet |                                  |                                                                                                |
| 1860                                     | 1864                  | Firmin Guy         |                                  | Médecin                                                                                        |
| 1864                                     | 1865                  | Jean Claude Simond |                                  |                                                                                                |
| 1865                                     | 1871                  | Alexis Robert      |                                  |                                                                                                |
| 1871                                     | 1880                  | Ferdinand Dupuis   |                                  | Avocat Conseiller général de Cluses (1871 → 1874)                                              |
| 1880                                     | 1884                  | Alexis Dancet      |                                  |                                                                                                |
| 1884                                     | 1887                  | Alexandre Pochat   |                                  |                                                                                                |
| janvier 1888                             | mai 1888              | Maurice Martin     |                                  |                                                                                                |
| mai 1888                                 | 1900                  | Alexandre Tronchet |                                  |                                                                                                |
| 1900                                     | 1902                  | François Michaud   |                                  |                                                                                                |
| 1902                                     | 1904                  | Edmond Drompt      |                                  |                                                                                                |
| 1904                                     | 1907                  | Ernest Dancet      |                                  |                                                                                                |
| 1907                                     | 1908                  | Antoine Thouna     |                                  |                                                                                                |
| 1908                                     | 1921                  | François Pochat    | Républicain catholique puis Rad. | Notaire Conseiller général de Cluses (1900 → 1919)                                             |
| 1921                                     | 1925                  | Alix Rannaz        |                                  |                                                                                                |
| 1925                                     | 1932                  | André Gaillard     |                                  |                                                                                                |
| 1932                                     | 1941                  | Pierre Trappier    | Rad.                             | Pharmacien Conseiller général de Cluses (1934 → 1940)                                          |
| 1941                                     | mars 1944             | Claudius Bretton   |                                  | Industriel                                                                                     |
| octobre 1944                             | 1945                  | Louis Gourdan      |                                  | Pharmacien                                                                                     |
| 1945                                     | mars 1977             | Paul Béchet        |                                  | Industriel                                                                                     |
| mars 1977                                | mars 1983             | Fernand Montessuit |                                  | Enseignant et directeur d'école                                                                |
| mars 1983                                | mars 2014             | Jean-Claude Léger  | RPR puis UMP                     | Industriel Conseiller régional de Rhône-Alpes (1992 → 2004)                                    |
| mars 2014                                | novembre 2017 (décès) | Jean-Louis Mivel   | DVD                              | Proviseur de lycée Conseiller général (2011 → 2015) puis départemental de Cluses (2015 → 2017) |
| décembre 2017                            | En cours              | Jean-Philippe Mas  | DVD-LR                           | Administrateur de sociétés Conseiller départemental depuis 2021                                |
| Les données manquantes sont à compléter. |                       |                    |                                  |                                                                                                |

### Politique de développement durable

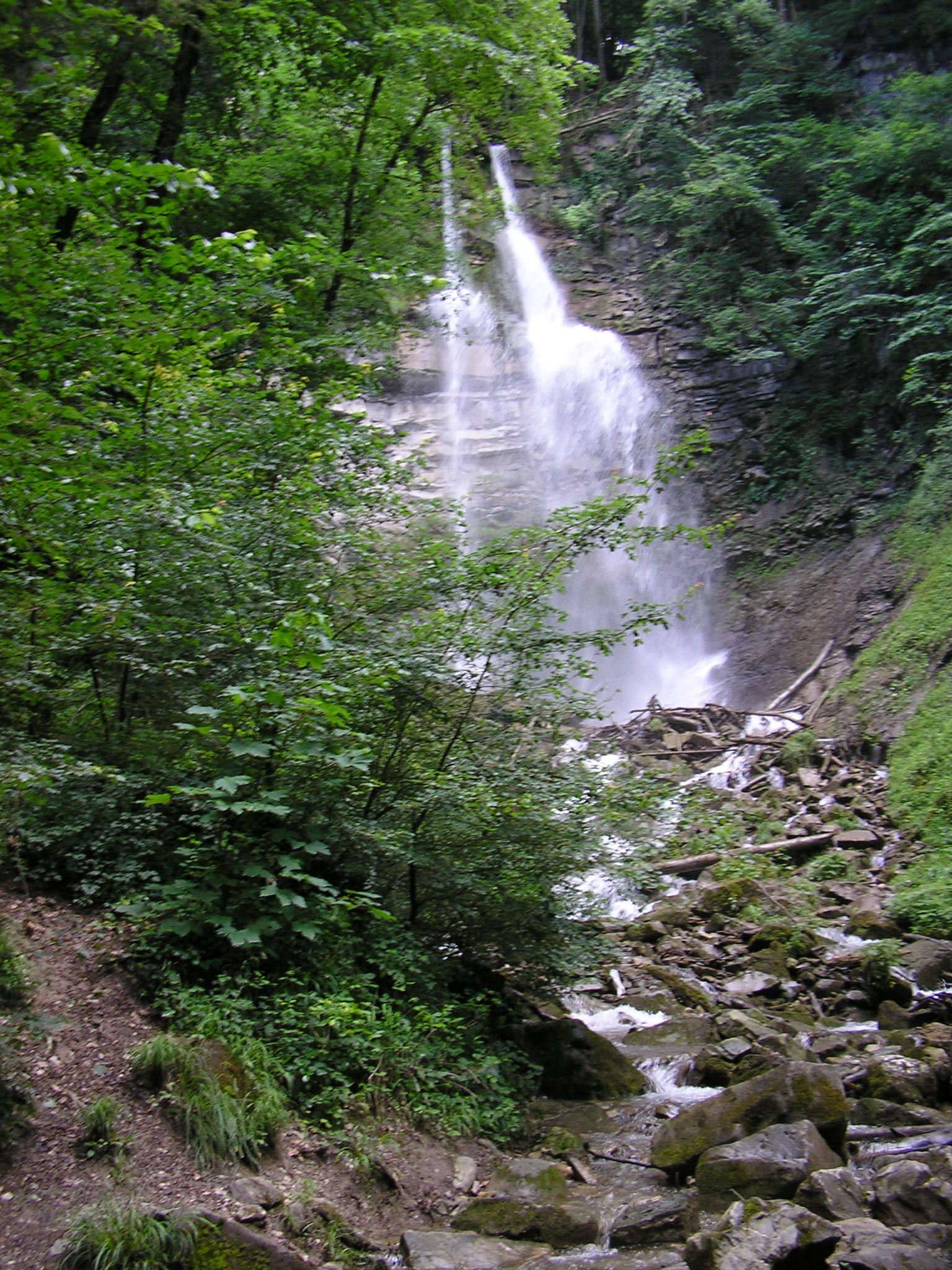
La cascade de l'Englennaz.

La ville a engagé une politique de développement durable en lançant une démarche d'Agenda 21 en 2009.

### Jumelages
La ville de Cluses est jumelée avec plusieurs autres villes étrangères. Il faut rappeler que le jumelage est une relation établie entre deux villes de pays différents qui se concrétise par des échanges socio-culturels.
Cluses est jumelée avec :
- Trossingen (Allemagne) (1974) ;
- Beaverton (États-Unis) (1999) ;
- Lachute (Canada) (aujourd’hui [Quoi ?]).

## Population et société

### Démographie

#### Évolution démographique
L'évolution du nombre d'habitants est connue à travers les recensements de la population effectués dans la commune depuis 1793. Pour les communes de plus de 10 000 habitants les recensements ont lieu chaque année à la suite d'une enquête par sondage auprès d'un échantillon d'adresses représentant 8 % de leurs logements, contrairement aux autres communes qui ont un recensement réel tous les cinq ans,.

En 2022, la commune comptait 17 366 habitants, en évolution de −0,03 % par rapport à 2016 (Haute-Savoie : +6,01 %, France hors Mayotte : +2,11 %).
| 1793  | 1800  | 1806  | 1822  | 1838  | 1848  | 1858  | 1861  | 1866  |
| ----- | ----- | ----- | ----- | ----- | ----- | ----- | ----- | ----- |
| 1 609 | 1 823 | 1 732 | 1 953 | 1 970 | 1 947 | 1 925 | 1 585 | 1 643 |

| 1872  | 1876  | 1881  | 1886  | 1891  | 1896  | 1901  | 1906  | 1911  |
| ----- | ----- | ----- | ----- | ----- | ----- | ----- | ----- | ----- |
| 1 751 | 1 813 | 1 915 | 1 915 | 2 126 | 2 403 | 2 208 | 2 141 | 2 155 |

| 1921  | 1926  | 1931  | 1936  | 1946  | 1954  | 1962  | 1968   | 1975   |
| ----- | ----- | ----- | ----- | ----- | ----- | ----- | ------ | ------ |
| 2 216 | 2 408 | 2 644 | 3 095 | 3 416 | 5 318 | 8 612 | 12 455 | 14 826 |

| 1982   | 1990   | 1999   | 2006   | 2011   | 2016   | 2021   | 2022   | - |
| ------ | ------ | ------ | ------ | ------ | ------ | ------ | ------ | - |
| 15 469 | 16 358 | 17 711 | 17 835 | 17 416 | 17 371 | 17 164 | 17 366 | - |

Lors de l'incendie de 1844, la destruction des habitations a fait fuir la population dans d'autres villes du bassin clusien.
Cluses et sa banlieue continue la plus immédiate (Scionzier, Thyez, Marignier, Marnaz, Châtillon) totalisent 45 710 habitants en 2020.

#### Pyramide des âges
En 2018, le taux de personnes d'un âge inférieur à 30 ans s'élève à 36,9 %, soit au-dessus de la moyenne départementale (35,9 %). À l'inverse, le taux de personnes d'âge supérieur à 60 ans est de 22,9 % la même année, alors qu'il est de 22,1 % au niveau départemental.
En 2018, la commune comptait 8 430 hommes pour 8 566 femmes, soit un taux de 50,40 % de femmes, légèrement inférieur au taux départemental (50,80 %).
Les pyramides des âges de la commune et du département s'établissent comme suit.
| Hommes | Classe d’âge | Femmes |
| ------ | ------------ | ------ |
| 0,5    | 90 ou +      | 1,3    |
| 5,7    | 75-89 ans    | 9,0    |
| 13,6   | 60-74 ans    | 15,8   |
| 21,3   | 45-59 ans    | 20,1   |
| 19,8   | 30-44 ans    | 19,1   |
| 17,9   | 15-29 ans    | 16,1   |
| 21,3   | 0-14 ans     | 18,5   |

| Hommes | Classe d’âge | Femmes |
| ------ | ------------ | ------ |
| 0,6    | 90 ou +      | 1,4    |
| 5,9    | 75-89 ans    | 7,9    |
| 14,2   | 60-74 ans    | 15,3   |
| 20,7   | 45-59 ans    | 20,3   |
| 21,8   | 30-44 ans    | 21,4   |
| 17,4   | 15-29 ans    | 15,6   |
| 19,5   | 0-14 ans     | 18     |

#### Ménages
Le nombre total de ménages à Cluses est de 6 931. Ces ménages ne sont pas tous égaux en nombre d'individus. Certains de ces ménages comportent une personne, d'autres deux, trois, quatre, cinq voire plus de six personnes. Voici ci-dessous, les données en pourcentage de la répartition de ces ménages par rapport au nombre total de ménages.
| Ménages de :                | 1 personne | 2 pers. | 3 pers. | 4 pers. | 5 pers. | 6 pers. ou + |
| --------------------------- | ---------- | ------- | ------- | ------- | ------- | ------------ |
| Cluses                      | 29,5 %     | 29,7 %  | 17,4 %  | 14,3 %  | 5,5 %   | 3,6 %        |
| Moyenne Nationale           | 31 %       | 31,1 %  | 16,2 %  | 13,8 %  | 5,5 %   | 2,4 %        |
| Sources des données : INSEE |            |         |         |         |         |              |

### Immigration
En 2018, la ville comptait 3 457 immigrés sur un total de 16 996 habitants soit 20,34 % de sa population.

### Sécurité
La commune dans son ensemble est classée depuis 2013 en zone de sécurité prioritaire (ZSP) avec renforcement des effectifs de la gendarmerie nationale. Le classement en ZSP signifie que la commune « souffre plus
que d’autres d’une insécurité quotidienne et d’une délinquance enracinée » et « connaît depuis quelques années une dégradation importante de ses conditions de sécurité », selon le ministère de l'Intérieur du gouvernement Jean-Marc Ayrault, sous la Présidence de François Hollande. Ce territoire bénéficie donc de gendarmes supplémentaires et de renforts plus fréquents de gendarmes mobiles.

### Enseignement
L'enseignement dans la ville de Cluses s'étend de la maternelle jusqu'au lycée.
Les écoles de l'enseignement primaire sont réparties sur les différents quartiers de Cluses. On trouve ainsi des écoles dans le centre-ville, dans Messy, à la Sardagne, au Noiret, aux Ewües 1 et 2. En général, ces écoles rassemblent les deux niveaux (maternelle et élémentaire). L'école privée de Sainte-Bernadette rassemble également les deux écoles dans le centre.
Deux collèges sont présents : le collège public Geneviève-Anthonioz-de-Gaulle (établissement public) et le collège Saint-Jean-Bosco (établissement privé).
On trouve également trois lycées dont deux professionnels et un d'enseignement général. Le lycée des Cordeliers, qui est rattaché aux locaux de l'école de Saint-Jean-Bosco, est un lycée professionnel situé en centre-ville.
Le second, le lycée de la vallée de l'Arve Paul-Béchet propose des formations liées au décolletage, aux microtechniques et à l'usinage pour des niveaux bac professionnel avec des équipements en phase avec les industriels de la vallée (3 ans d'étude et environ 300 élèves),. Le lycée Paul Béchet est rattaché au lycée Charles Poncet depuis septembre 2015.
Le lycée Charles-Poncet propose des formations générales de la seconde à la terminale et des formations technologiques, de la seconde jusqu'au BTS, liées principalement au décolletage. Il est aussi appelé le lycée de l'horlogerie car ce lycée utilise les bâtiments de l'ancienne École royale, puis nationale, d'horlogerie. Il a actuellement une forte influence sur les commerces locaux puisque nombre d'entre eux sont dépendants de la consommation des lycéens. Environ 1 400 élèves y étudient chaque année et 200 professionnels y travaillent.
Depuis 2015, dans le cadre de la formation Baccalauréat Professionnel Microtechniques, le lycée Charles Poncet et la ville de Cluses ont renoué avec leur passé horloger. Une initiation au métier d'horloger est dispensée aux élèves de cette section (au sein de la SEP Paul Béchet) leur permettant d'accéder après leur diplôme à un complément de formation en Horlogerie via un CAP, un BMA ou même un DMA.

### Manifestations culturelles et festivités
Tous les ans, le dernier dimanche de juin, a lieu le Festival des musiques du Faucigny, en l'honneur de Francois Curt. Ce festival tourne sur 13 villes du Faucigny : Cluses, Bonneville, Sallanches, Passy, Megève, Chamonix, Taninges, Samoëns, Saint-Jeoire-en-Faucigny, Cruseilles, Scionzier, La Roche-sur-Foron, Saint-Gervais-les-Bains. Chaque année une ville accueille ce festival. La dernière édition ayant eu lieu à Cluses date de juin 2013.
De 2001 à 2016, Cluses a accueilli un festival de musiques actuelles : Musiques en Stock. Ce festival se déroulait au centre-ville, accueillait près de 25 000 spectateurs et était entièrement gratuit. De nombreux artistes nationaux et internationaux ont foulé la scène du festival : The Stranglers, dEUS, Stephan Eicher, Mickey 3D, Venus, Kill the Young, Émilie Simon, Sanseverino, Soulwax, The Dandy Warhols, Adam Green, The BellRays, Mademoiselle K…
Au mois de novembre se déroule le salon du Livre clusien : Esperluette. Il reçoit de nombreux auteurs locaux et nationaux sur deux jours. L'accès au salon est gratuit.
Fin 2006, est née une nouvelle manifestation, gratuite également : Cluses O'Clock, manifestation autour du temps et de l'horlogerie. Sur place : des ateliers pédagogiques pour enfants et adultes, des conférences et une bourse horlogère.

### Sports
- 2002, arrivée d'une étape du Tour de France depuis Aime (Savoie), victoire de Dario Frigo, le lendemain, départ de Cluses vers Bourg-en-Bresse (Ain).

## Économie
Cluses est une ville où l'industrie est l'essentiel du centre d'activité. Cluses est surnommée « capitale du décolletage ».

### Emploi
Cluses connut au XXe siècle un développement impressionnant. De 2 208 habitants en 1902, sa population passa à 16 732 en 1990 puis à 18 000 actuellement. De paysans vivant de la terre en 1902, 199 entreprises individuelles existaient à Cluses en 1990. Depuis 2001, la concurrence de la Chine en matière industrielle tend à inverser la croissance forte que Cluses a connue ces dernières années.

### Entreprises de l'agglomération
Parmi les grandes entreprises présentes à Cluses, on peut citer Somfy ainsi que Montfort Communication.

#### Industrie du décolletage
Le décolletage consiste en la réalisation par tournage ou usinage de petites pièces de micromécanique. La vis a été la première production de cette industrie.
À partir d'une barre de métal, l'opération consistait pour obtenir le filetage, à diminuer la section avec un tour et à enlever le collet.
Très vite, les horlogers suisses utilisèrent le savoir-faire clusien pour sous-traiter les éléments de micromécanique des montres.
Puis vint le tour de l'automobile et des nouvelles technologies avec la connectique moderne.
Le Centre technique de l'industrie du décolletage est basé à Cluses.

### Revenus de la population et fiscalité
En 2010, le revenu fiscal médian par ménage était de 26 825 €.

## Culture locale et patrimoine

### Lieux et monuments
- Le pont Vieux, construit en 1674, enjambe l'Arve au niveau du début de la Cluse géographique.  Inscrit MH (1975).
- L'actuel lycée Charles-Poncet a abrité en ses locaux l’École royale d'horlogerie (entre 1880 et les années 1960), devenue École nationale d'horlogerie en 1886. C'est à la fin du XXe siècle que le lycée généraliste et technologique voit le jour en ces lieux[41].
- La fontaine de la place des Allobroges.  Inscrit MH (1984).
- Église des Cordeliers ou église Saint-Nicolas-des-Franciscains-de-l'Observance.
- Église Saint-Nicolas (XVIIIe siècle), bâtiment privé.

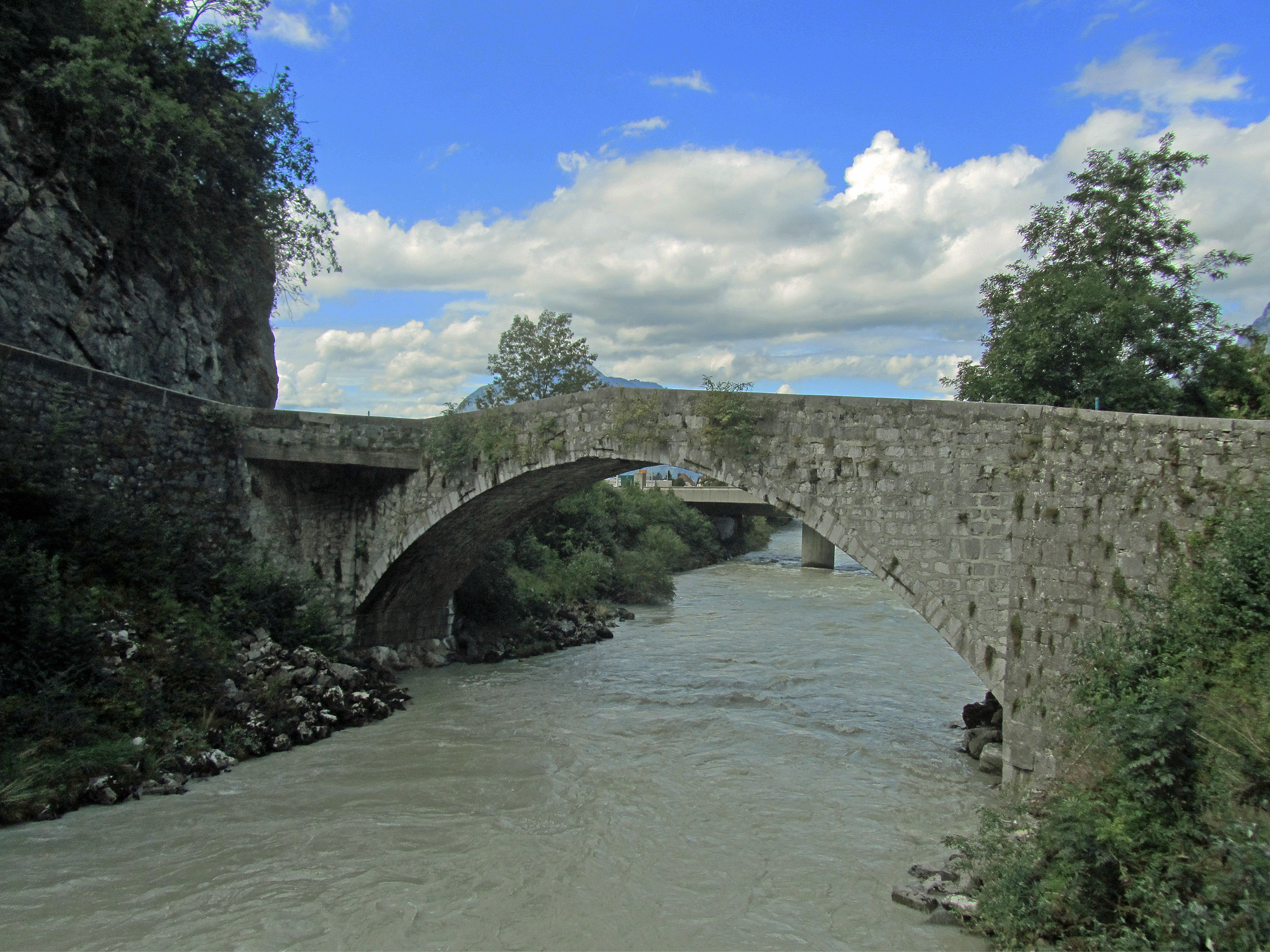
Le Pont Vieux.
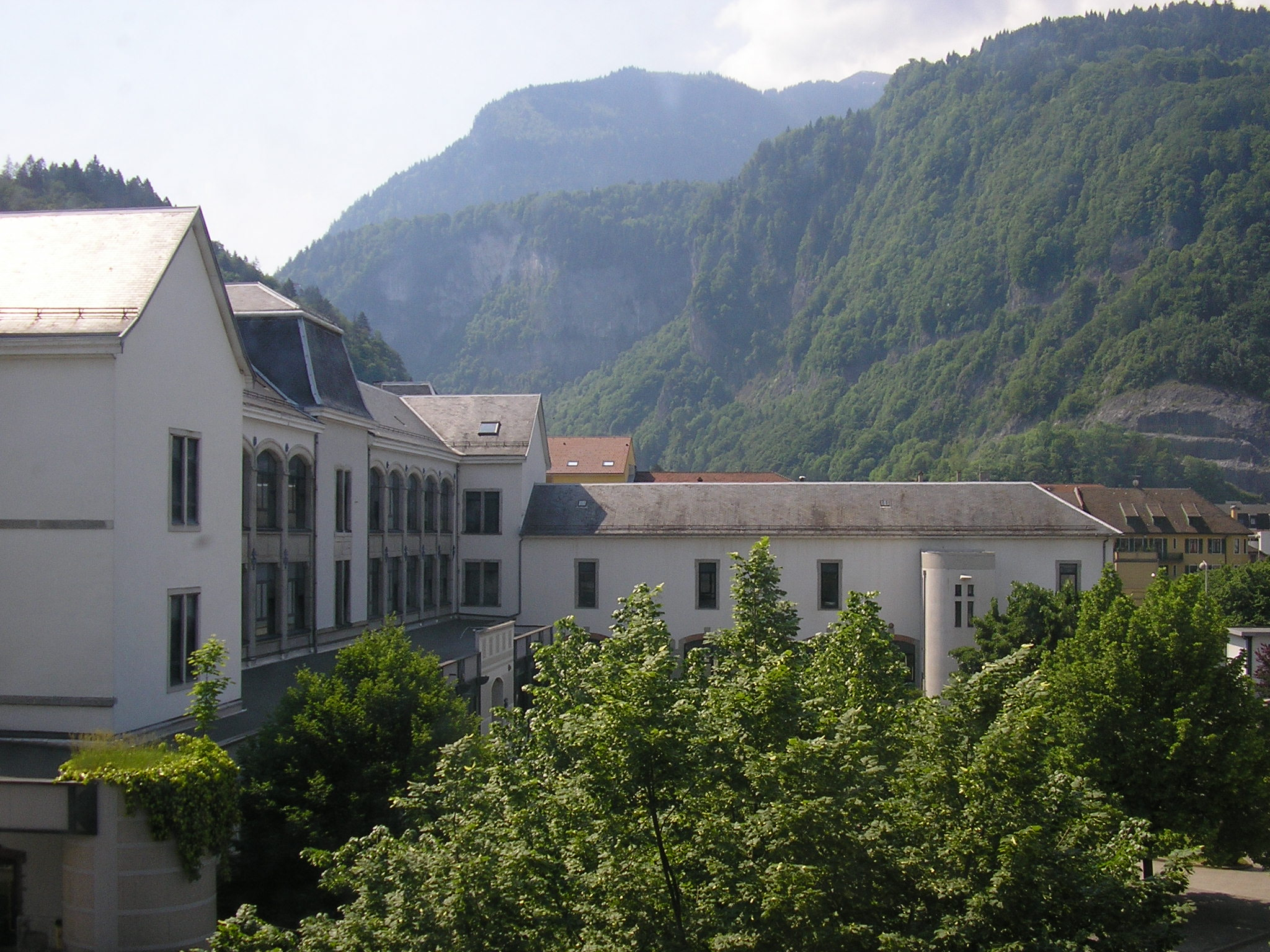
Un des quatre bâtiments du lycée Charles-Poncet.
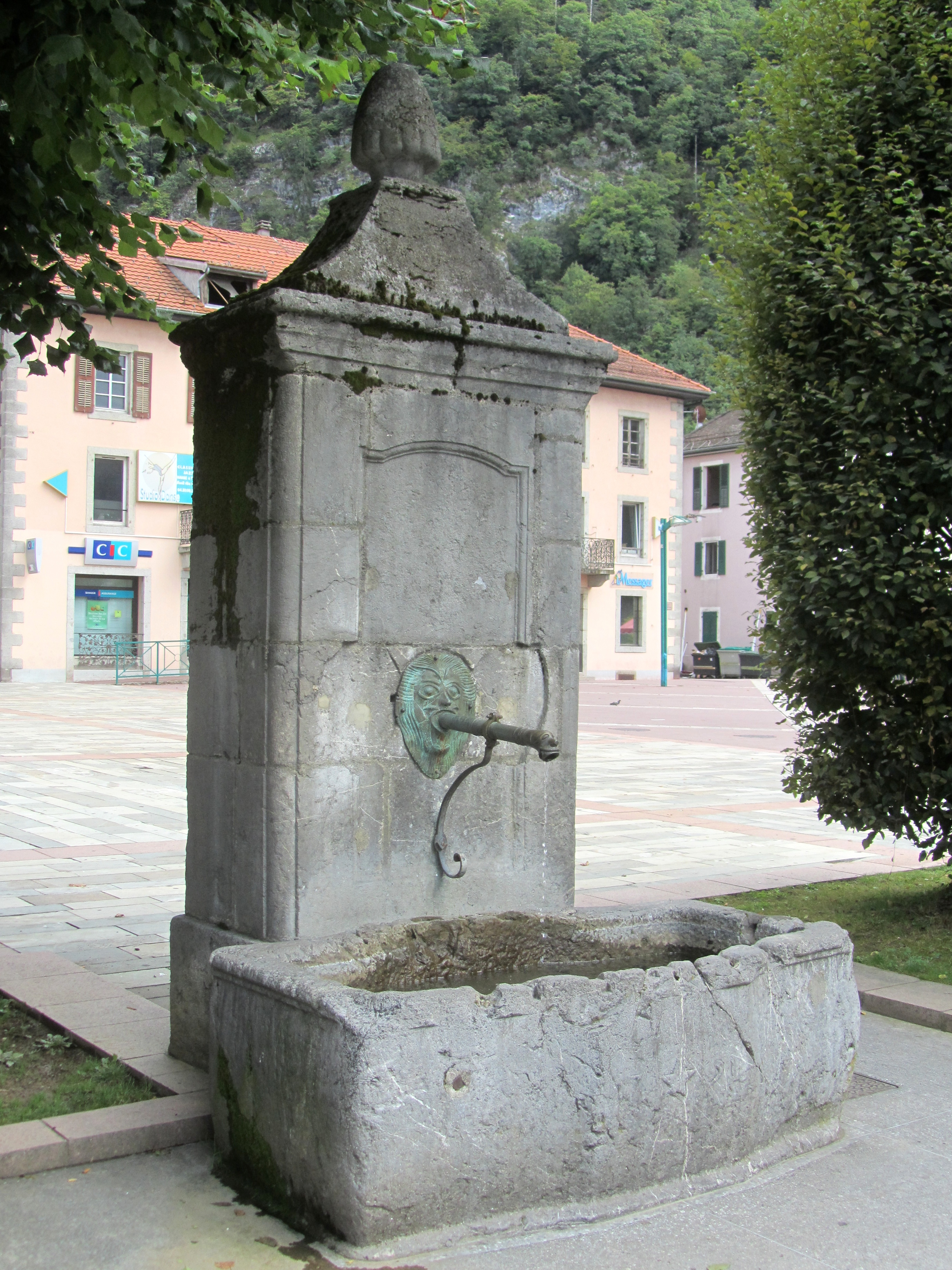
La fontaine.

### Patrimoine naturel
- La ville de Cluses est entourée de montagnes présentant quelques curiosités telles que la pointe du Chevran, présentant un panorama sur la vallée ou encore la cascade de l'Englennaz, seule cascade sur le territoire du Cluses.

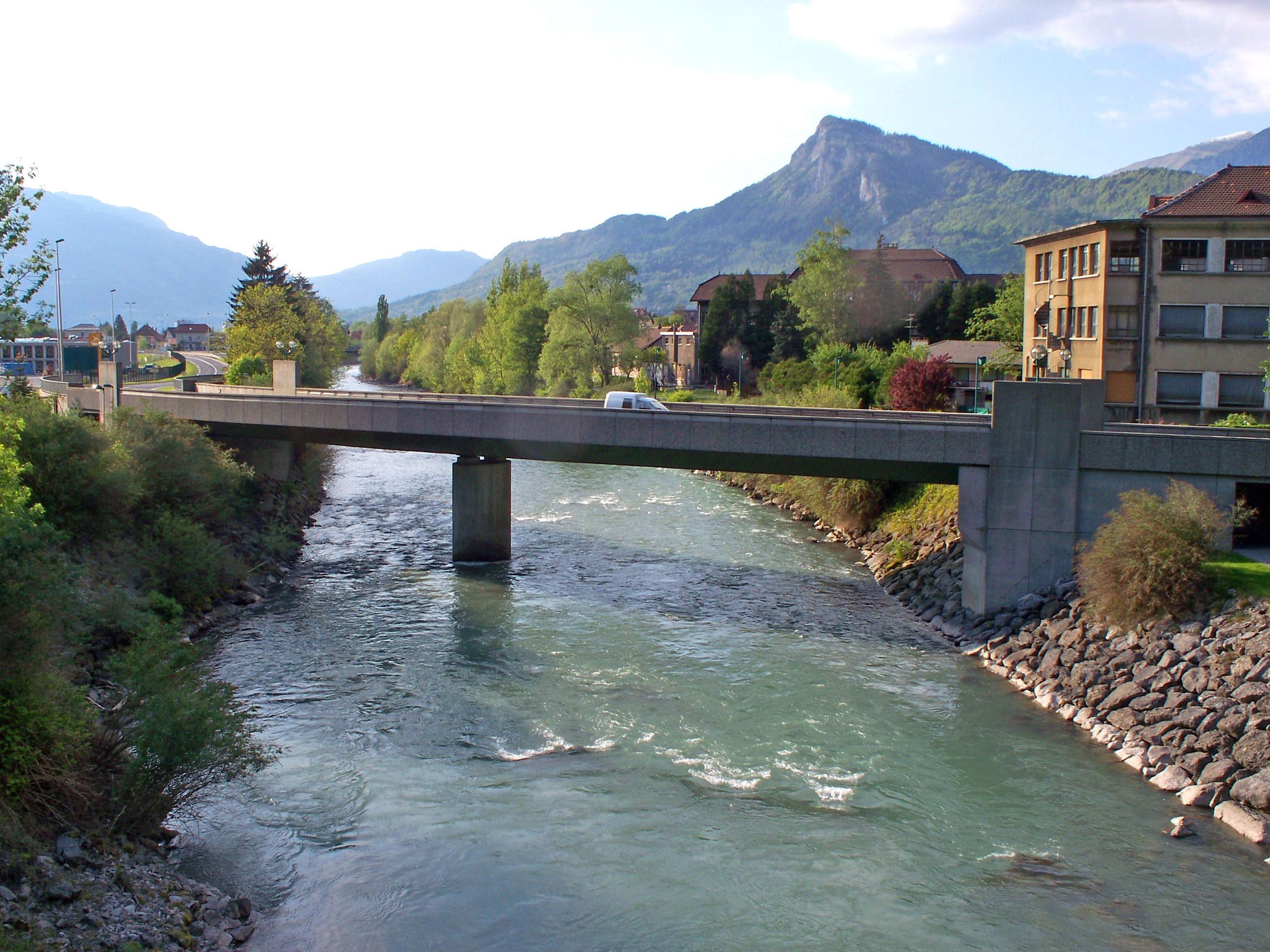
L'Arve.

### Espaces verts et fleurissement
En 2014, la commune obtient le niveau « deux fleurs » au concours des villes et villages fleuris.

### Patrimoine culturel
- Musée de l'horlogerie et du décolletage, situé à l'espace Carpano et Pons, au bord de l'Arve. Il comprend de précieuses collections liées à l'horlogerie depuis ses origines il y a trois siècles.

### Personnalités liées à la commune
- Jean Menenc (?-1610), auteur et professeur savoisien[43] ;
- Le mathématicien et géographe Joseph Nicollet (Cluses (1786) - Washington (1843)) cartographia le haut-bassin du fleuve Mississippi durant les années 1830. Ses travaux intitulé Map of the Hydrographical Basin of the Upper Mississippi furent publiés en 1843 ;
- L'historien Fernand Braudel, né en 1902, et mort à Cluses le 27 novembre 1985 ;
- Le chanteur Alain Souchon, né en 1944, a été élève à l'École d'horlogerie de Cluses. C'est ici qu'il découvre certains poètes qui le marqueront pour la vie. Malheureux, il évoquera cette enfance malheureuse dans sa chanson J'étais pas là et dans Allô maman bobo.
- Willy Rovelli, né William Rovelli le 18 mars 1980 à Cluses, comédien, humoriste, écrivain, chroniqueur et présentateur français ;
- Anthony Benna, né le 25 septembre 1987 à Cluses, skieur acrobatique français.
- La nageuse Catherine Plewinski, fréquente le lycée de Passy (spécialité natation) et le CN Cluses Scionzier. Elle fut médaillée de bronze aux Jeux olympiques de Séoul en 1988 et aux Jeux olympiques de Barcelone en 1992 ;
- Yannick Reverdy (de), né le 2 avril 1976 à Cluses, international français de Handball, médaillé de bronze au championnat du monde au Japon en 1997.

### Héraldique
| Armes de Cluses | Les armes de Cluses se blasonnent ainsi : Palé d'or et de gueules de six pièces. La plus ancienne représentation de ces armes proviennent d'un sceau, « appendu à des lettres de bourgeoisie datées du 7 mars 1580 ». Les armes de la ville reprennent celle de la Maison de Faucigny. |

Au XVIIe siècle, les armes du mandement de Cluses se blasonnaient ainsi : Une croix d’or en champ d'azur.